# Apterostigma peruvianum
Apterostigma peruvianum é uma espécie de inseto do gênero Apterostigma, pertencente à família Formicidae.